# Дятловицька сільська рада (Гомельський район)
Дятловицька сільрада (біл. Дзятлавіцкі сельсавет) — колишня сільська рада на території Гомельського району Гомельської області Республіки Білорусь.

## Склад
Дятловицька сільська рада охоплювала 3 населених пункти до свого скасування:
- Нові Дятловичі — село;
- Старі Дятловичі — село;
- Чкалове — село.